# Port lotniczy Deauville
Port lotniczy Deauville-Normandia (IATA: DOL, ICAO: LFRG) – port lotniczy położony 7 km na wschód od Deauville, we Francji.

## Linie lotnicze i połączenia

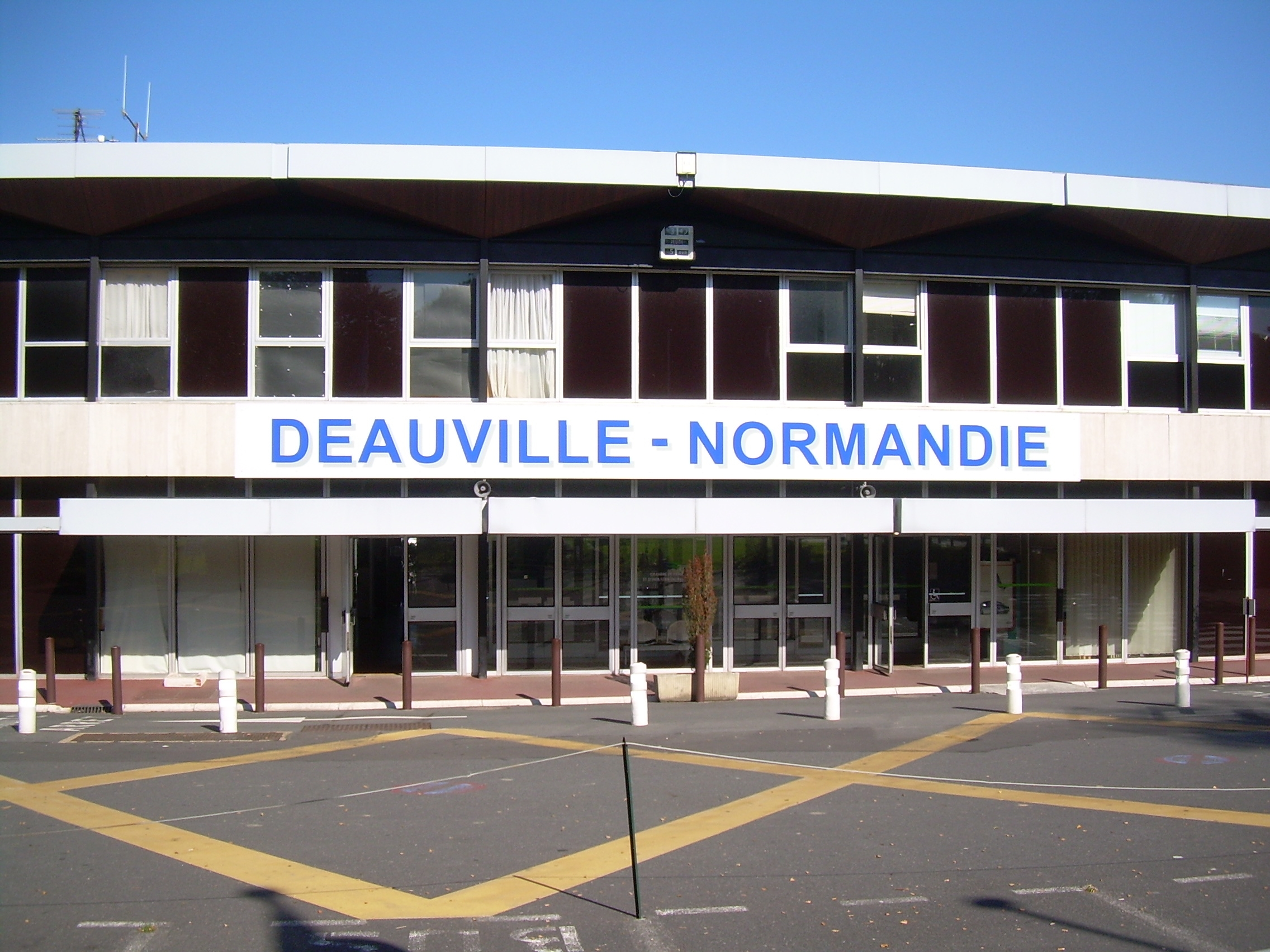
Fasada budynku dworca

| Linia lotnicza  | Kierunek                                                                      |
| --------------- | ----------------------------------------------------------------------------- |
| Aegean Airlines | Sezonowo: 1. Heraklion                                                        |
| L'Odyssey       | Sezonowo: 1. Genewa                                                           |
| Volotea         | Sezonowo: 1. Marsylia 2. Montpellier 3. Olbia 4. Palermo 5. Palma de Mallorca |